# Shan Sa
Pour les articles homonymes, voir Shan (homonymie).
Shan Sa (山飒 ; hanyu pinyin : Shān Sà), née Yan Ni le 26 octobre 1972 à Pékin, en Chine, est une écrivaine, poétesse, peintre et calligraphe française d'origine chinoise.

## Biographie
Née en Chine, ayant grandi dans une famille de lettrés traditionnels, Shan Sa (pseudonyme qui signifie, en chinois, « bruissement du vent dans la montagne ») est d’abord une poétesse d'expression chinoise. Elle commence à écrire et publier des poèmes à 7 ans. Son premier recueil parait alors qu'elle a 10 ans. À douze ans, elle obtient le premier prix du concours national de poésie des enfants. En 1988, à l'âge de 16 ans, elle devient la plus jeune membre de l'Association des écrivains de Pékin et reçoit la Voile d'Argent du Ministère de l'Éducation chinoise. Elle reçoit l'année suivante le titre d'Étoile Prometteuse de Pékin.
Après des études secondaires à Pékin, elle quitte la Chine en 1989 après les manifestations de la place Tian'anmen, et choisit de « renaître en France ». En août 1990, elle quitte donc Pékin pour Paris grâce à une bourse du gouvernement français. Elle s’y installe, adopte la langue française et passe le bac en 1992. En 1994, elle termine ses études de philosophie à l'université et d'histoire de l'art à l'École du Louvre. « Je sais que chaque roman est une marche jetée dans cette infinie élévation vers la perfection d’une langue. »
De 1994 à 1996, elle est secrétaire du peintre Balthus et de sa femme d'origine japonaise Setsuko qui l'initie à la civilisation japonaise. Elle apprend la cithare, le go, la calligraphie ainsi que l'art de l'épée. Elle participe par la même occasion à l’organisation des expositions de Balthus à Taiwan, Hong Kong et Pékin.
Elle revient en France en 1997.

## Carrière littéraire

### Premiers succès
Elle publie un recueil de nouvelles qui rencontrent un succès d'estime en 1990.
Elle publie son premier roman français Porte de la paix céleste en 1997. Il est récompensé la même année par le Prix Goncourt du Premier roman, suivi du Prix de la Vocation littéraire et le Prix de l'Académie Française pour l'Encouragement de la Création Littéraire. Son roman suivant Les quatre vies du saule (1999) obtient le Prix Cazes.

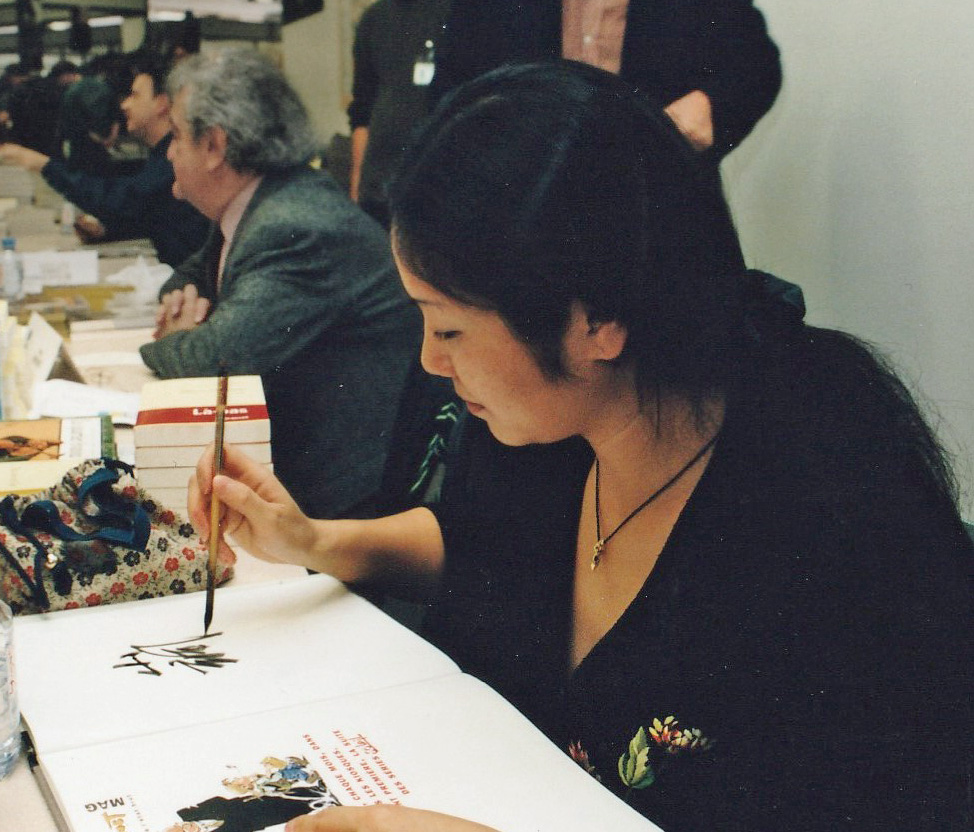
Shan Sa en dédicace au Festival international de géographie en 2001.

Mais c'est avec son troisième roman, La Joueuse de go qu'elle fait véritablement son apparition au premier plan de la scène littéraire française. L'Académie Goncourt remarque le roman et le place sur sa liste, ce qui, potentiellement, lui ouvre les portes du Goncourt historique mais aussi du Goncourt des Lycéens. La Joueuse de go obtient le Goncourt des Lycéens 2001 et passe la barre des 100 000 exemplaires vendus en France. À l'étranger, la version anglaise de La Joueuse de Go reçoit le Prix Kiriyama en 2003, suivi en 2004 par le Prix de l'Association des Écrivains Chinois pour sa version chinoise.
Son roman Impératrice (2005) reçoit quant à lui le Prix des Lecteurs du Livre de Poche.

### De Grasset à Albin Michel
En 2003, le nouveau roman de Shan Sa, Impératrice, paraît aux éditions Albin Michel, ce qui provoque une surprise et un scandale. Grasset, armé d'un contrat stipulant que Shan Sa lui devait son « prochain roman », attaque en justice et s'appuie sur l'article de Lire pour soutenir qu'Impératrice est bien le « prochain roman » en question. Albin Michel se défend.
Livres-Hebdo lance lui aussi sa boutade : « Shan Sa, il nous en faudrait deux ! » Emmanuel Pierrat, avocat spécialisé dans l'édition, trouve un précédent dans les annales judiciaires.
Grasset reçoit une amende payée par Albin Michel pour compenser la perte d'un auteur devenu très rentable. Désormais, Shan Sa publie chez Albin Michel.

## Œuvres

### Romans
- 1997 : Porte de la paix céleste (son premier roman en langue française, il reçoit le Prix Goncourt du Premier Roman et le Prix littéraire de la Vocation en 1998)
- 1999 : Les Quatre Vies du saule (Prix Cazes en 1999)
- 2001 : La Joueuse de go (Prix Goncourt des lycéens en 2001)
- 2003 : Impératrice (Prix des Lecteurs du Livre de poche en 2005)
- 2005 : Les Conspirateurs
- 2006 : Alexandre et Alestria
- 2010 : La Cithare nue

### Recueil de nouvelles
- 1990 : Que le printemps revienne

### Poésie
- 1983 : Les Poèmes de Yan Ni
- 1988 : Libellule rouge
- 1989 : Neige
- 2000 : Le Vent vif et le Glaive rapide
- 2009 : Nuages immobiles : les plus beaux poèmes des seize dynasties chinoises, l'Archipel (peintures de Shan Sa)

### Essai
- 2002 : Le Miroir du calligraphe, essai (peintures et poèmes)

### Autres publications
- 2009 : Les Fleurs de la pensée chinoise, Tome 1 : Les Fleurs Antiques

### Ouvrages préfacés
- 2009 : Dan Yu, Le bonheur selon Confucius, petit manuel de sagesse universelle, le Grand livre du mois[6]
- 2014 : Shuhui Wang, 4 femmes, les Éditions Fei[7]
- 2015 : Habashli Kunzeï, Petites pièces d'amour, haïkus (tendrement) érotiques, Envolume[8]

## Distinctions

### Prix
- 1998 : Prix Goncourt du premier roman pour Porte de la paix céleste
- 1998 : Prix littéraire de la vocation pour Porte de la paix céleste
- 1998 : Prix littéraire de l'Asie pour Porte de la paix céleste
- 1998 : Prix Mottart de l’Académie française pour Porte de la paix céleste
- 2001 : Prix Goncourt des lycéens pour La Joueuse de go
- 2004 : Prix Kiriyama (en) pour La Joueuse de go

### Décoration
- Chevalier de l'ordre des Arts et des Lettres en 2009
- Chevalier de l'ordre national du Mérite en 2011

### Extraits
- Extrait de Les Quatre Vies du saule
- Extrait de La Joueuse de go